# Théding
 Théding  es una población y comuna francesa, en la región de Lorena, departamento de Mosela, en el distrito de Forbach y cantón de Behren-lès-Forbach.

## Demografía
| 1127 | 1559 | 1561 | 1761 | 2059 | 2132 |
| Para los censos de 1962 a 1999 la población legal corresponde a la población sin duplicidades (Fuente: INSEE [Consultar]) |      |      |      |      |      |